# ماكس مولر (ضابط)
ماكس مولر كان موظفاً في قوات الأمن الخاصة في ألمانيا النازية ومرتكب للهولوكوست. عمل في معسكر الإبادة تريبلينكا خلال مرحلة عملية راينهارد للهولوكوست في بولندا.

كان ماكس مولر في الأصل من هامبورغ، وكان ينتمي إلى كتيبة للشرطة قبل خدمته في تريبلينكا. عمل كمرسوم في معسكر "ساحة خلع الملابس"، الملقب بـ "الأمريكي" من قبل السجناء بسبب بنيته الضخمة. شهد الناجون من انتفاضة السجناء أن مولر مع فيودور فيدورنكو كانا يساعدان أوغست ميتي في محطة قتل لازاريت حيث تم إطلاق النار على اليهود فور وصولهم إلى المعسكر.
أصبح مولر شخصية بارزة قبل انتفاضة الأسرى، لأنه كان يراقب مستودع الأسلحة الألماني وكان لا بد من خداعه قبل سرقة الأسلحة منه. قال السجين سادوفيتس لمولر إن هناك حاجة إليه في فريق عمال البطاطس بسبب مشاكل العمل هناك. ولقد تركوا الثكنات معًا، مما سمح للمتمردين بالبدء في إزالة الأسلحة. بعد إغلاق المعسكر، تم تعيينه في منطقة ترييستي في إيطاليا من قبل قوات الأمن الخاصة. اختفى بعد الحرب ولم تُعرف تفاصيل أخرى عنه.